# Acanceh
Acanceh es una localidad cabecera del municipio homónimo ubicada en el estado de Yucatán, México. Según el censo del INEGI realizado en 2020, cuenta con una población de casi 12 mil habitantes. Se localiza en el noroeste del estado a unos 30 km al sureste de Mérida, la capital de la entidad. Es conocida porque en esta localidad se encuentra la zona arqueológica de Acanceh.

## Toponimia
El toponímico Acanceh (pronúnciese "akankej") significa en idioma maya ‘quejido de venado’ por provenir de los vocablos Áakam, ‘quejido’ y kéej, ‘venado’ (Odocoileus virginianus yucatanensis).

## Datos históricos
Acanceh está enclavado en el territorio que fue la jurisdicción de los chakanes antes de la conquista de Yucatán.
La localidad fue un centro de población relativamente importante de la civilización maya antes de la conquista de Yucatán, a juzgar por el número y la talla de los yacimientos arqueológicos que se encuentran en el lugar. 
Se sabe que durante la colonia estuvo bajo el régimen de las encomiendas, entre las que se puede mencionar la de Francisco de Arceo y la señora Ana de Argüelles. 
En 1825, después de la independencia de Yucatán, Acanceh formó parte del Partido de la Sierra Baja, con cabecera en Mama. 
En 1918, por disposición de la Ley Orgánica de los Municipios del estado de Yucatán, Acanceh se vuelve cabecera del municipio libre homónimo.

## Sitios de interés turístico
En Acanceh se encuentra el edificio de un ex-convento y templo en el que se venera a la virgen de Guadalupe, construido probablemente en el siglo XVI.
También, tanto en la localidad como cerca de ella, se pueden visitar importantes vestigios arqueológicos de la cultura maya precolombina como los llamados Canicab, Poxilá y Ekmul.

## Galería

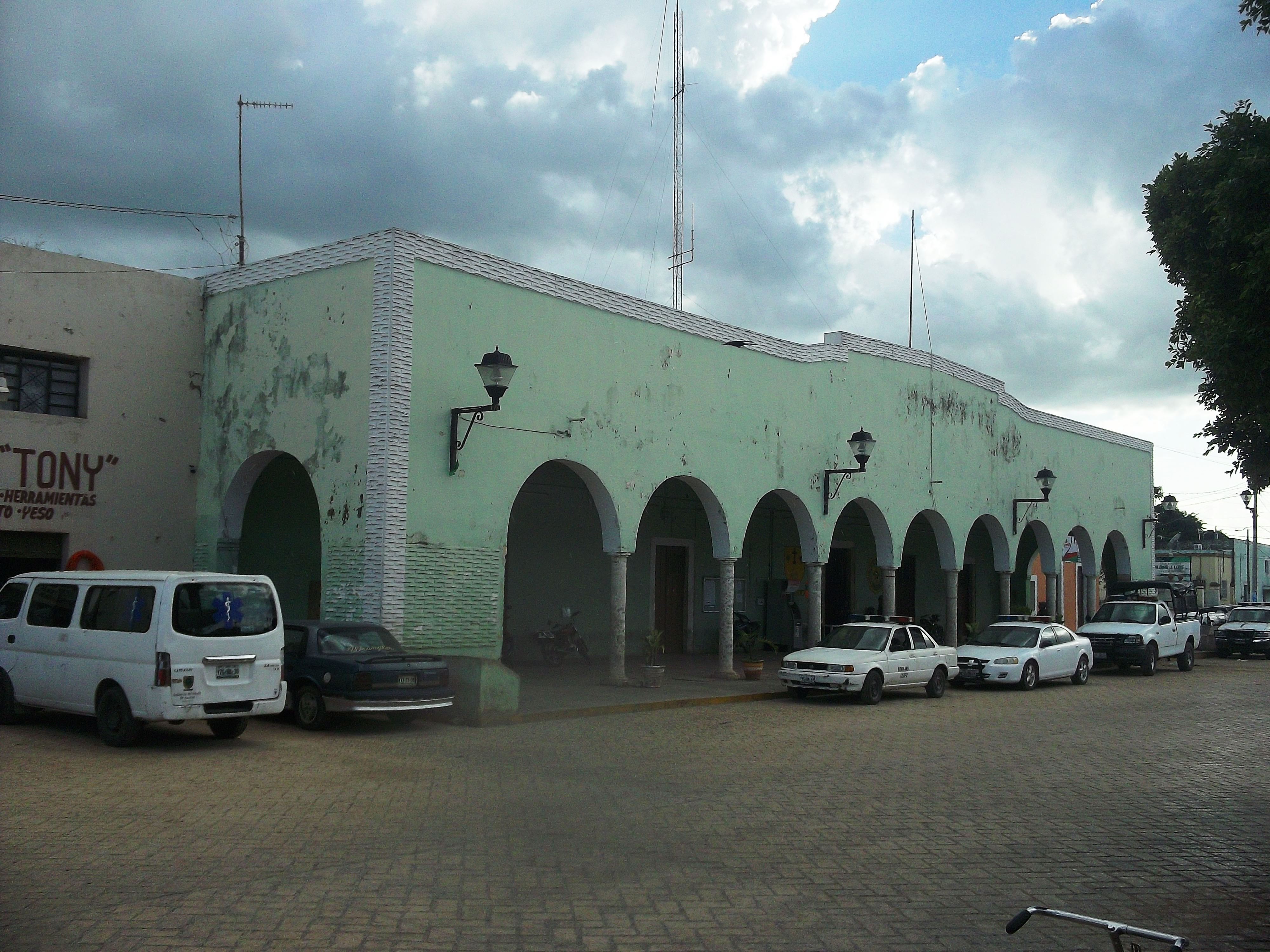
Palacio municipal de Acanceh.
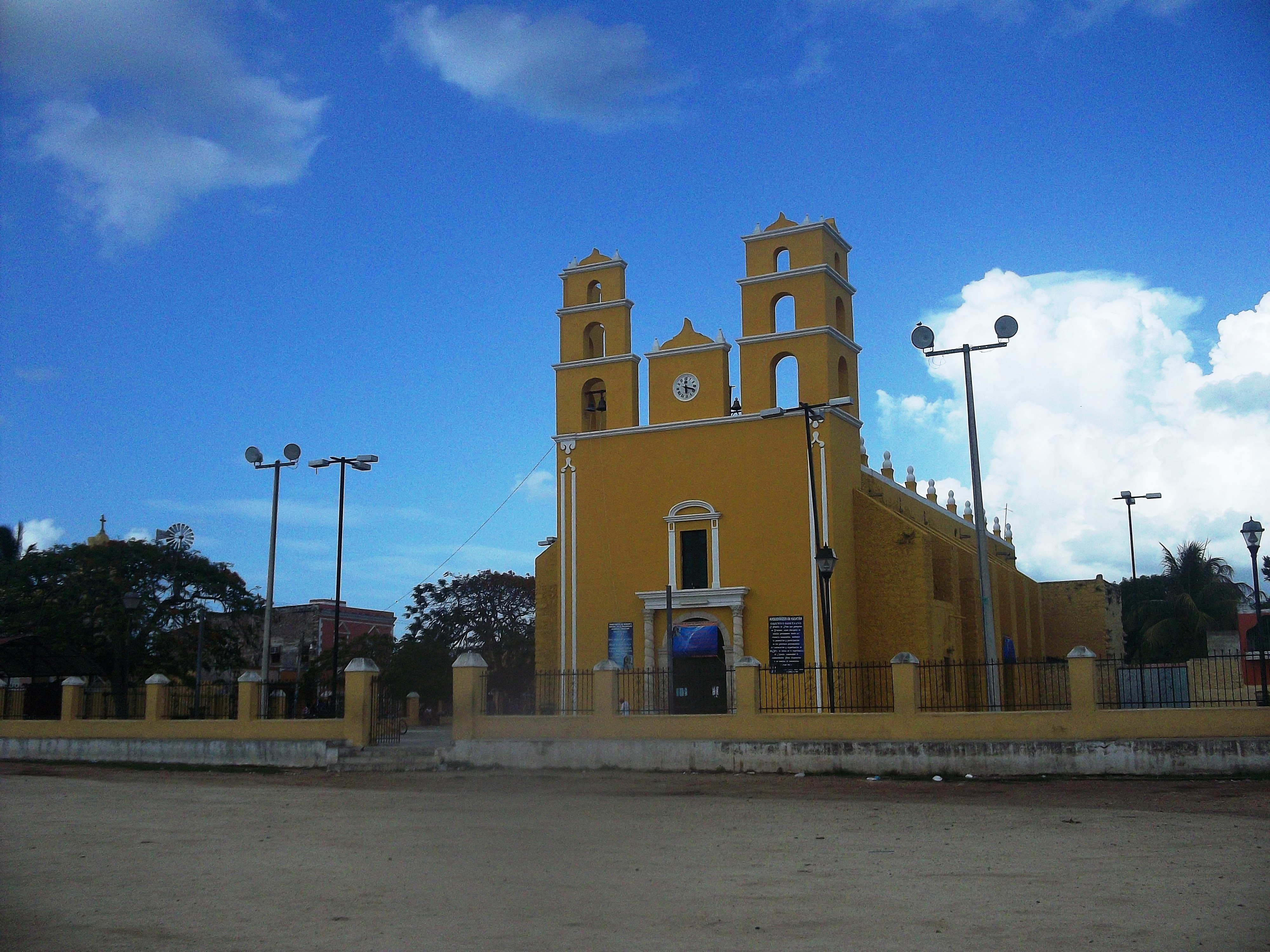
Iglesia principal de Acanceh.
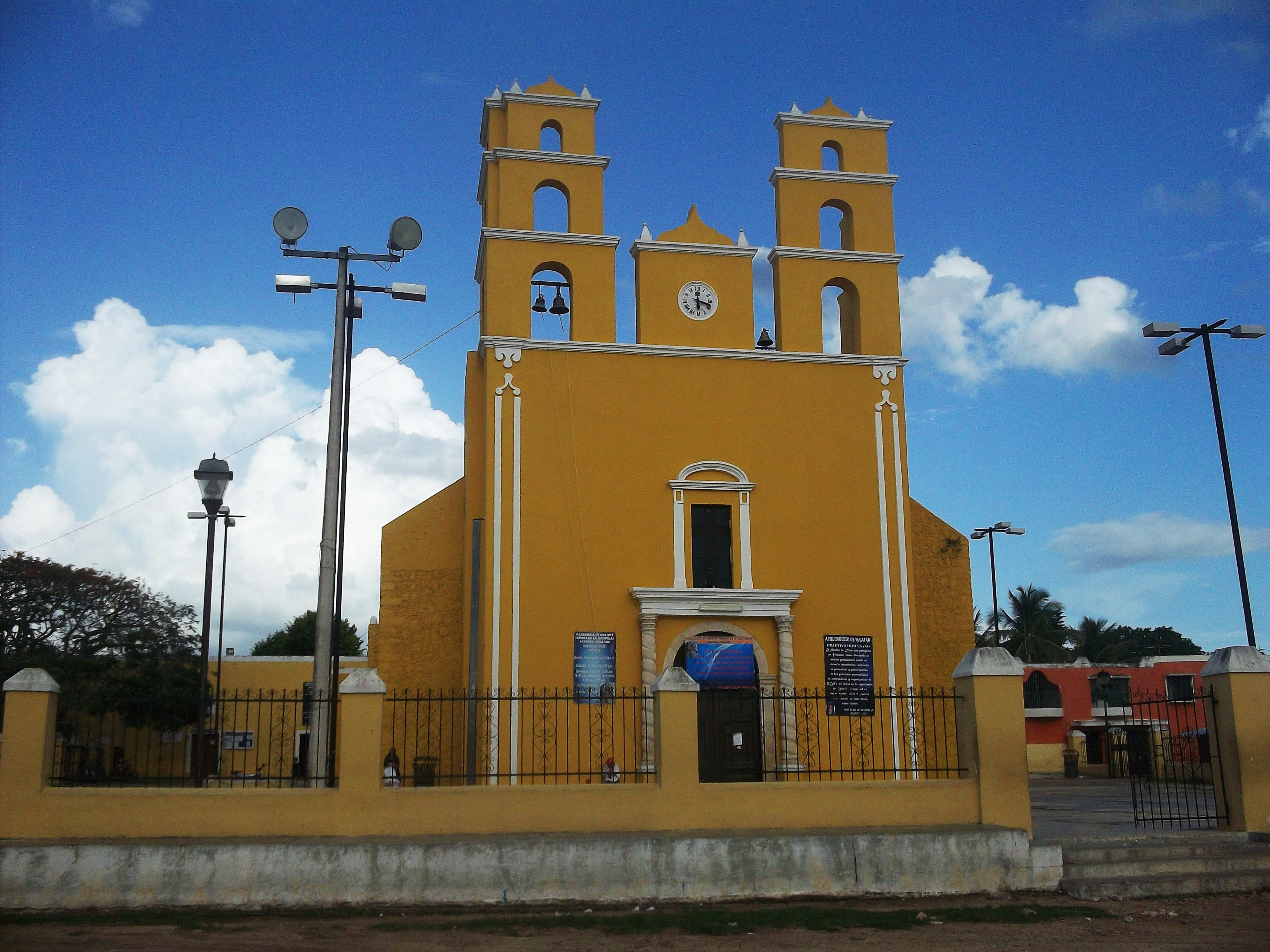
Iglesia principal de Acanceh.
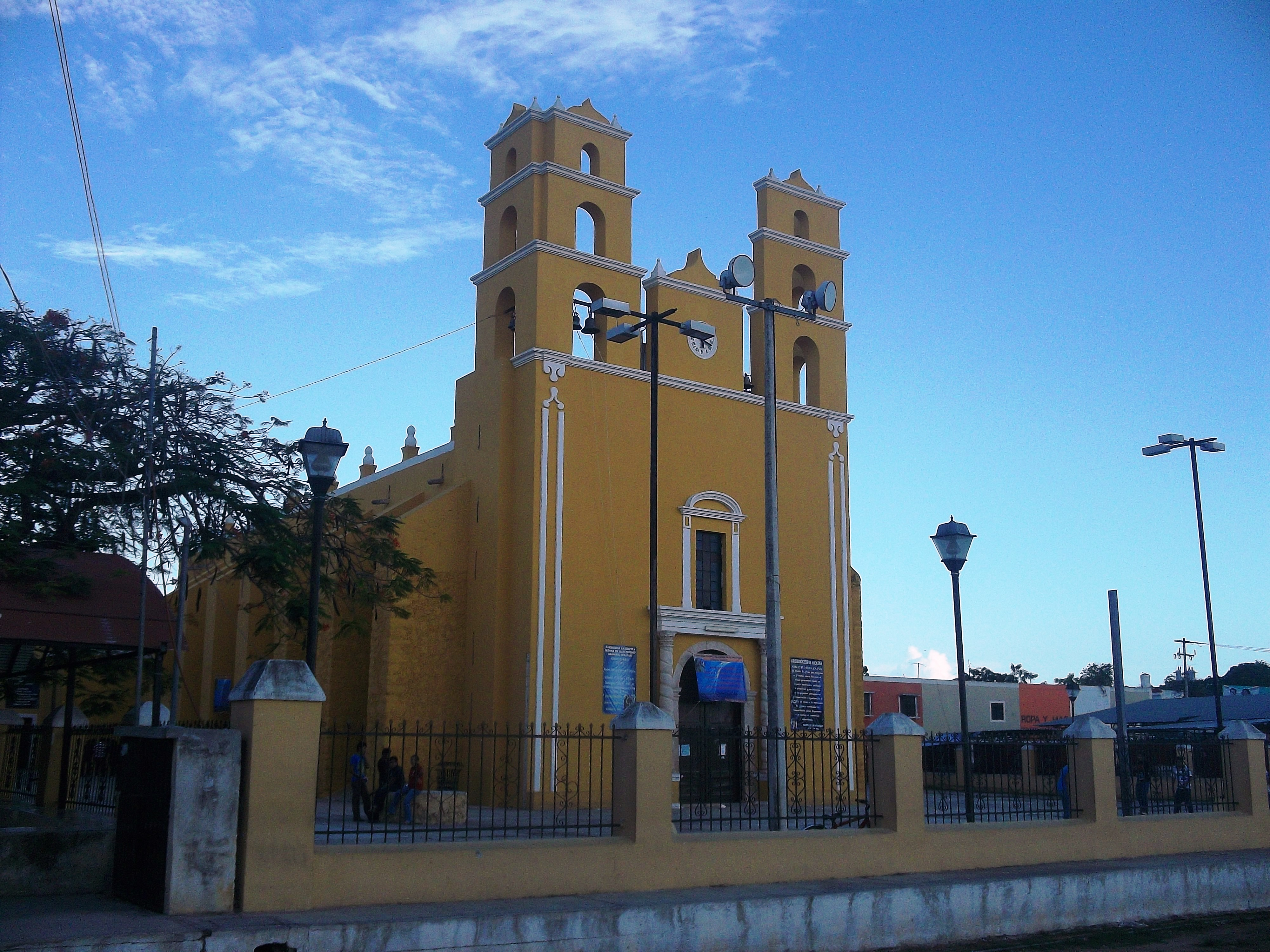
Iglesia principal de Acanceh.
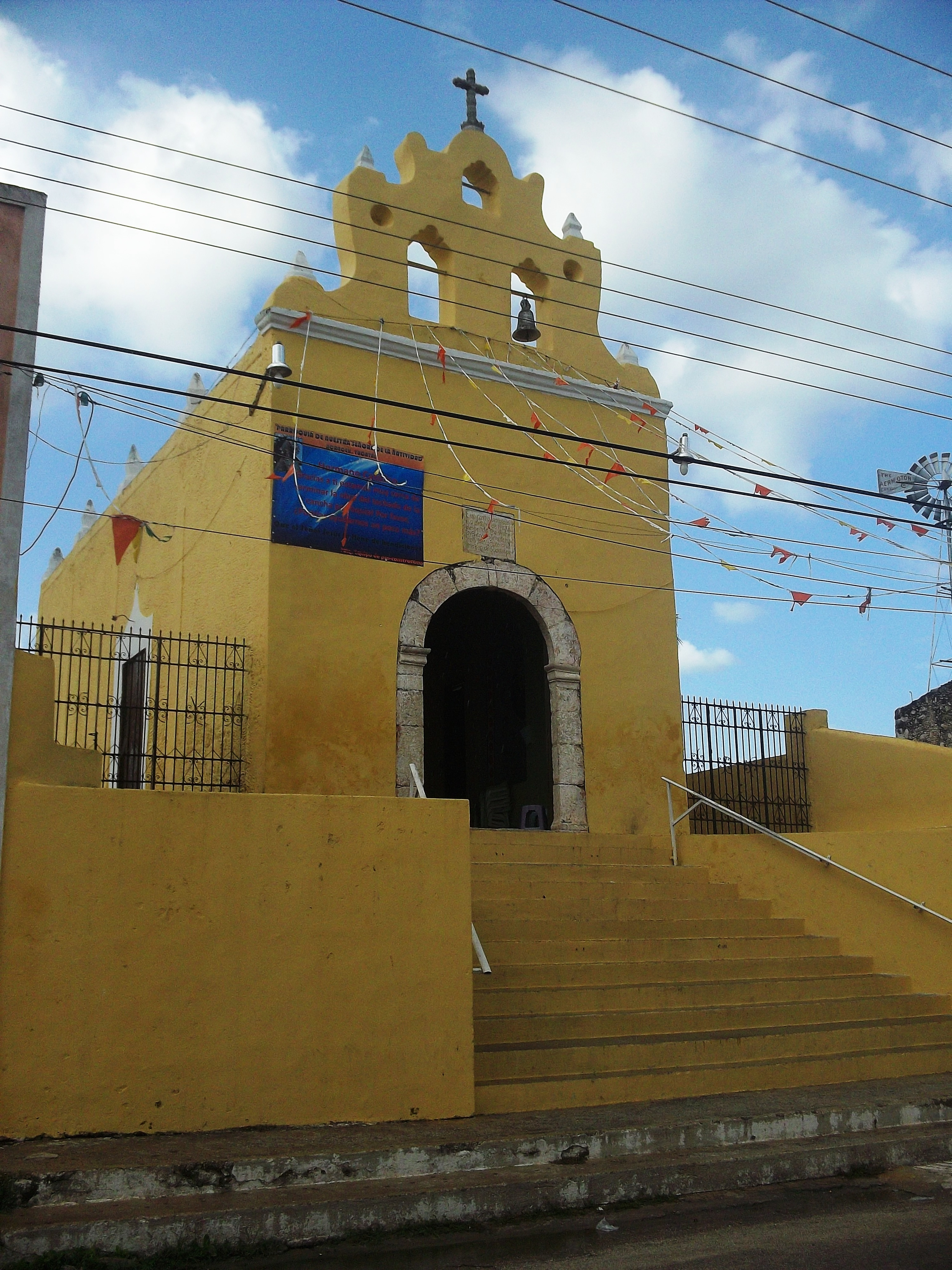
Parroquia de Acanceh.
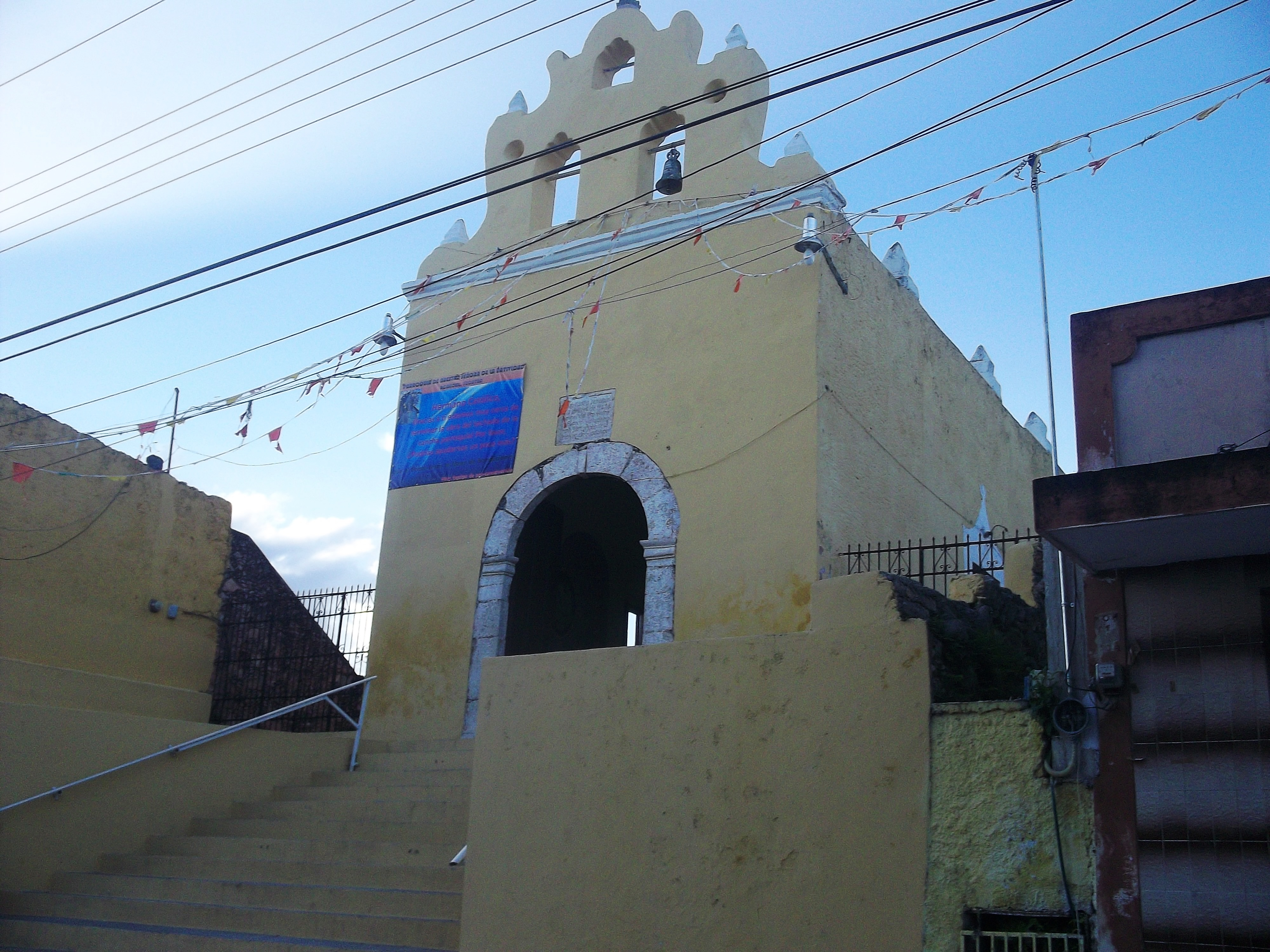
Parroquia de Acanceh.
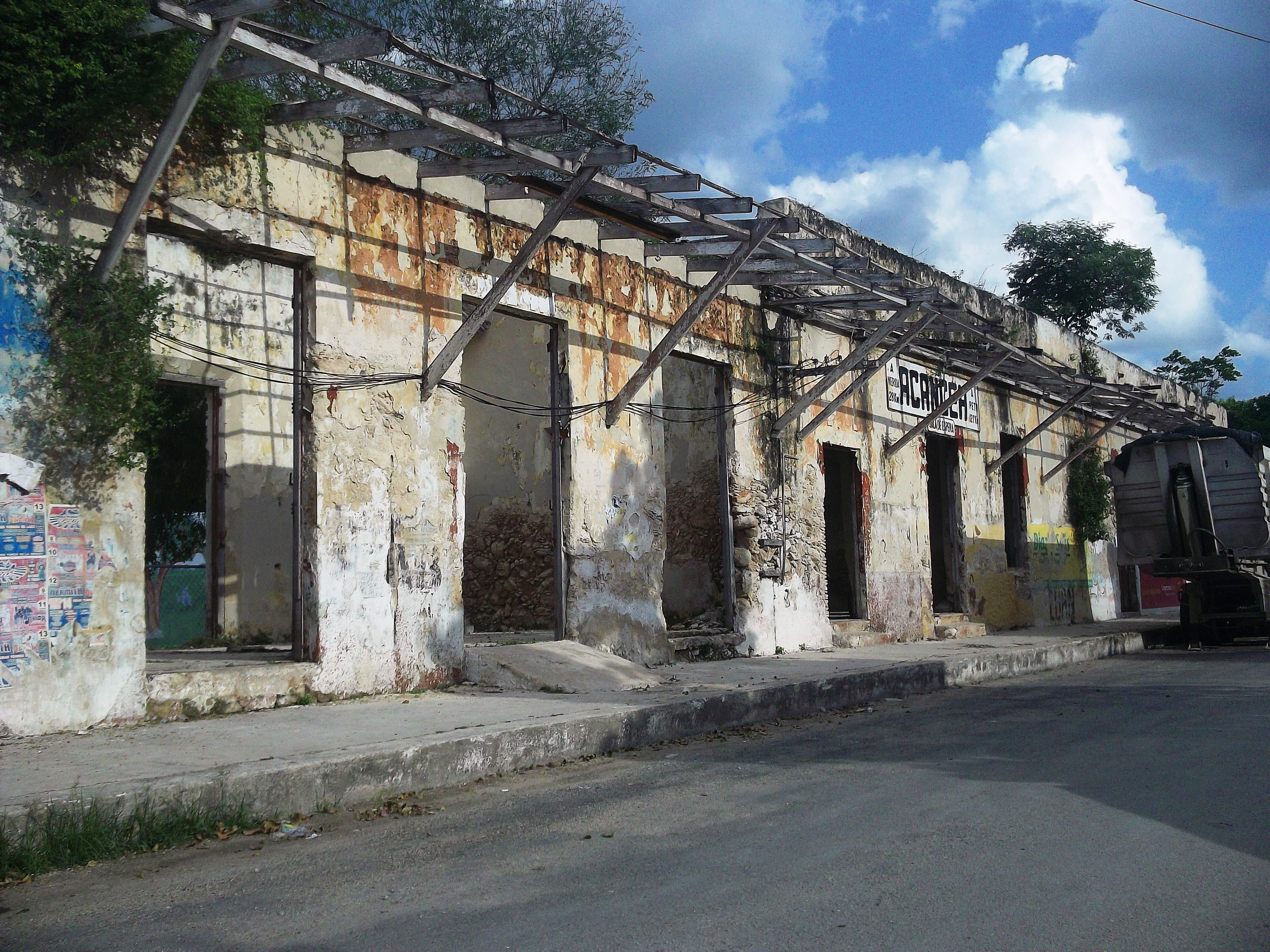
Antigua Estación de trenes de Acanceh.
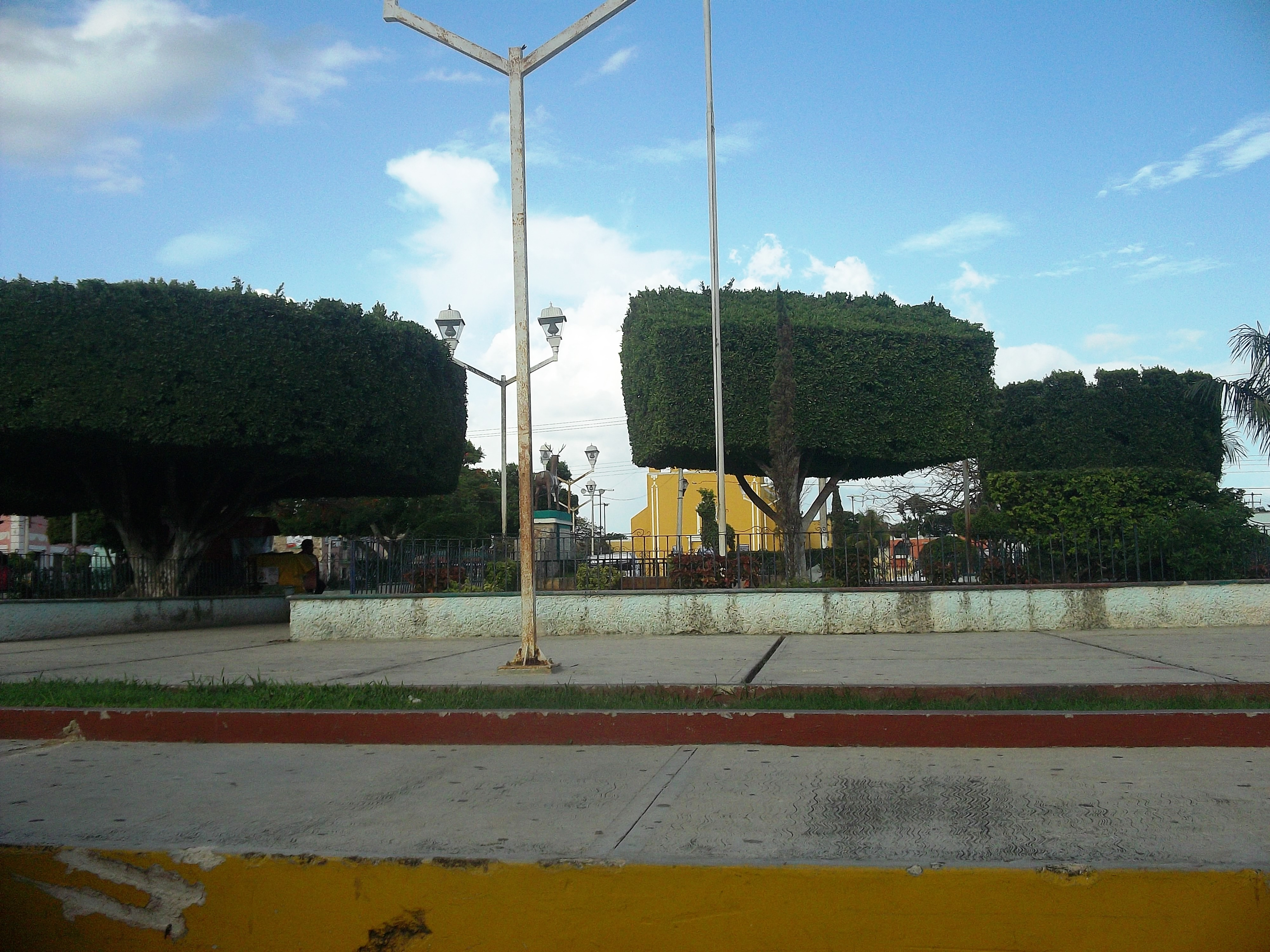
Parque principal de Acanceh.
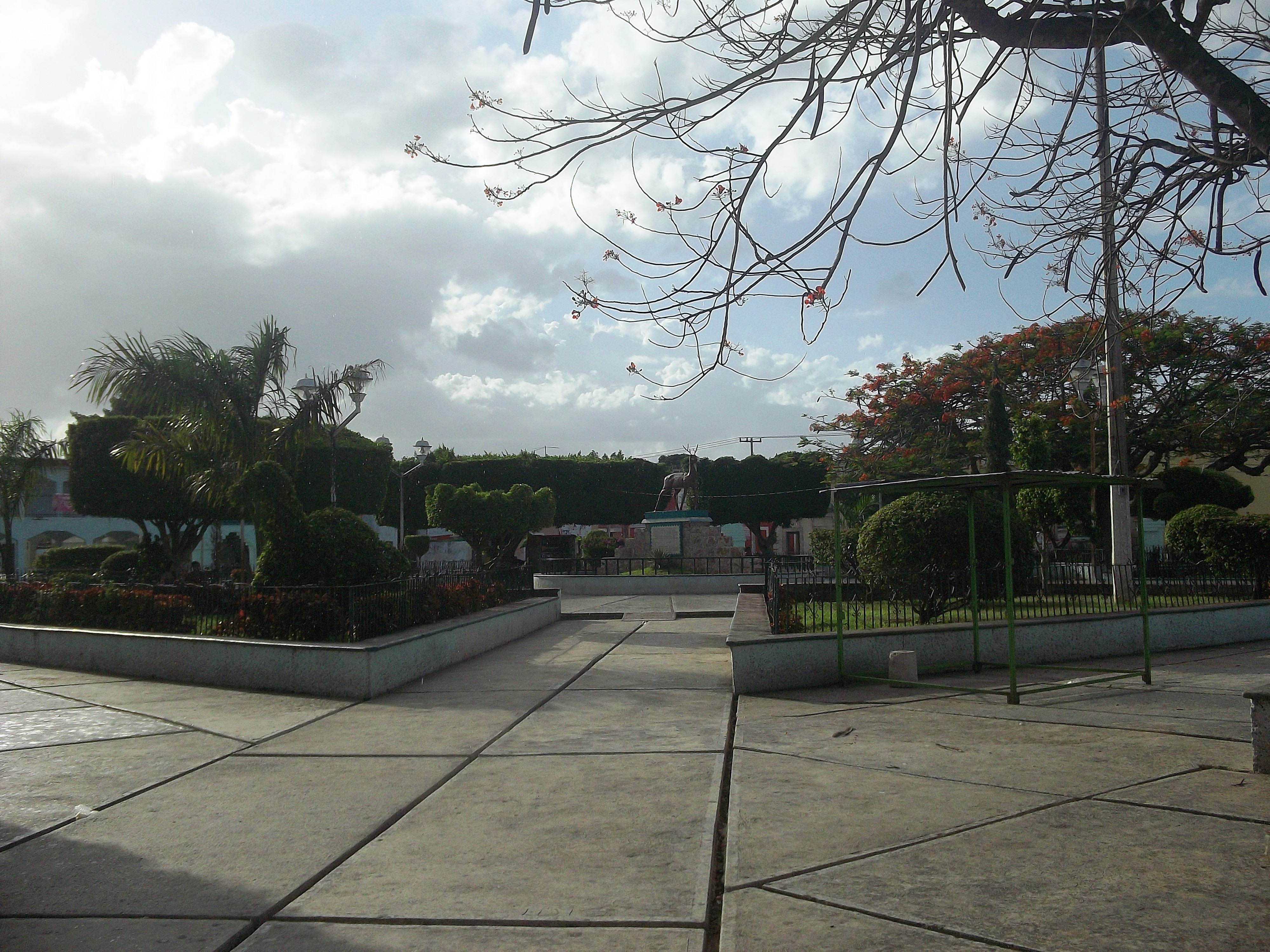
Parque principal de Acanceh.
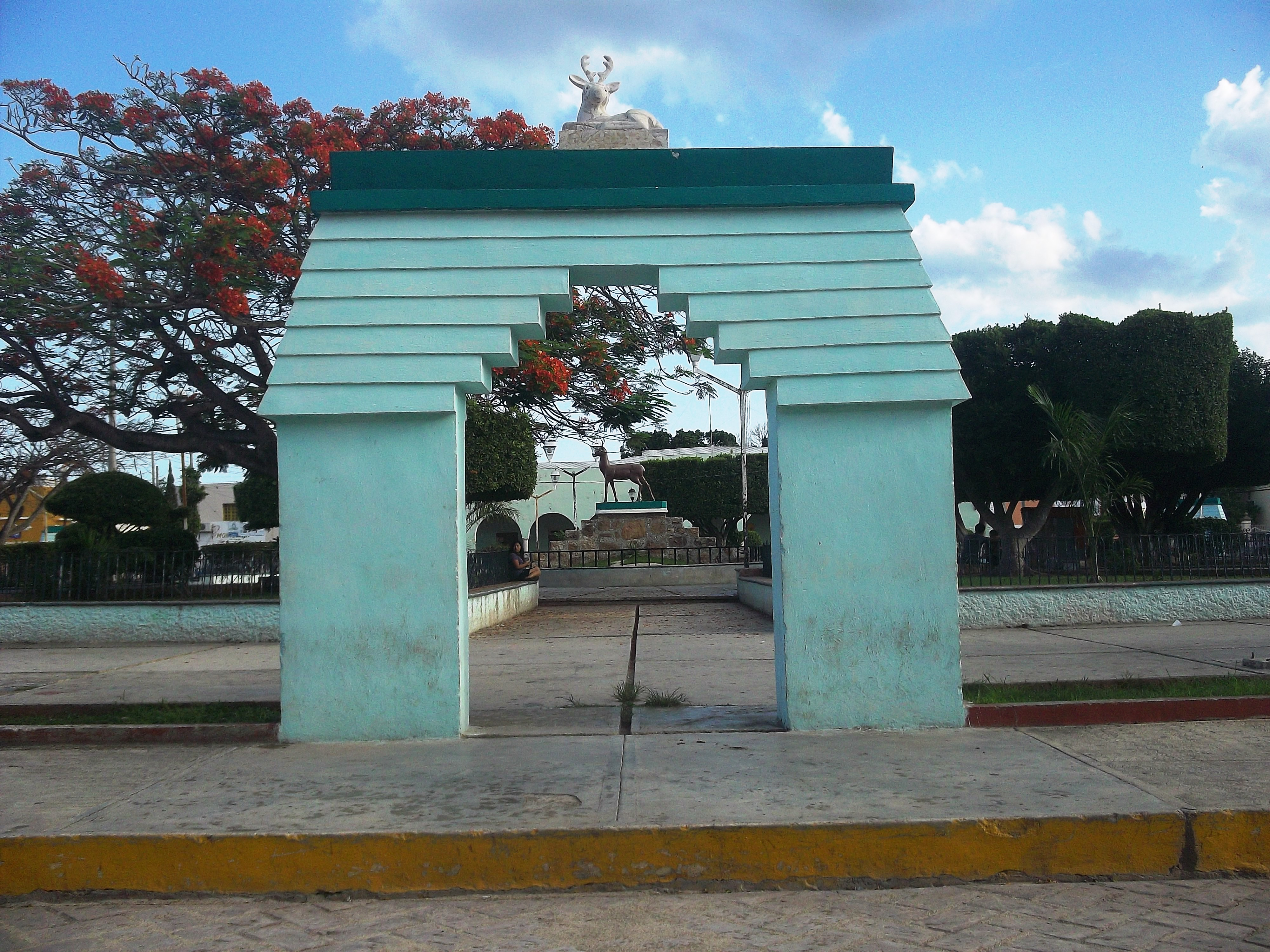
Parque principal de Acanceh.
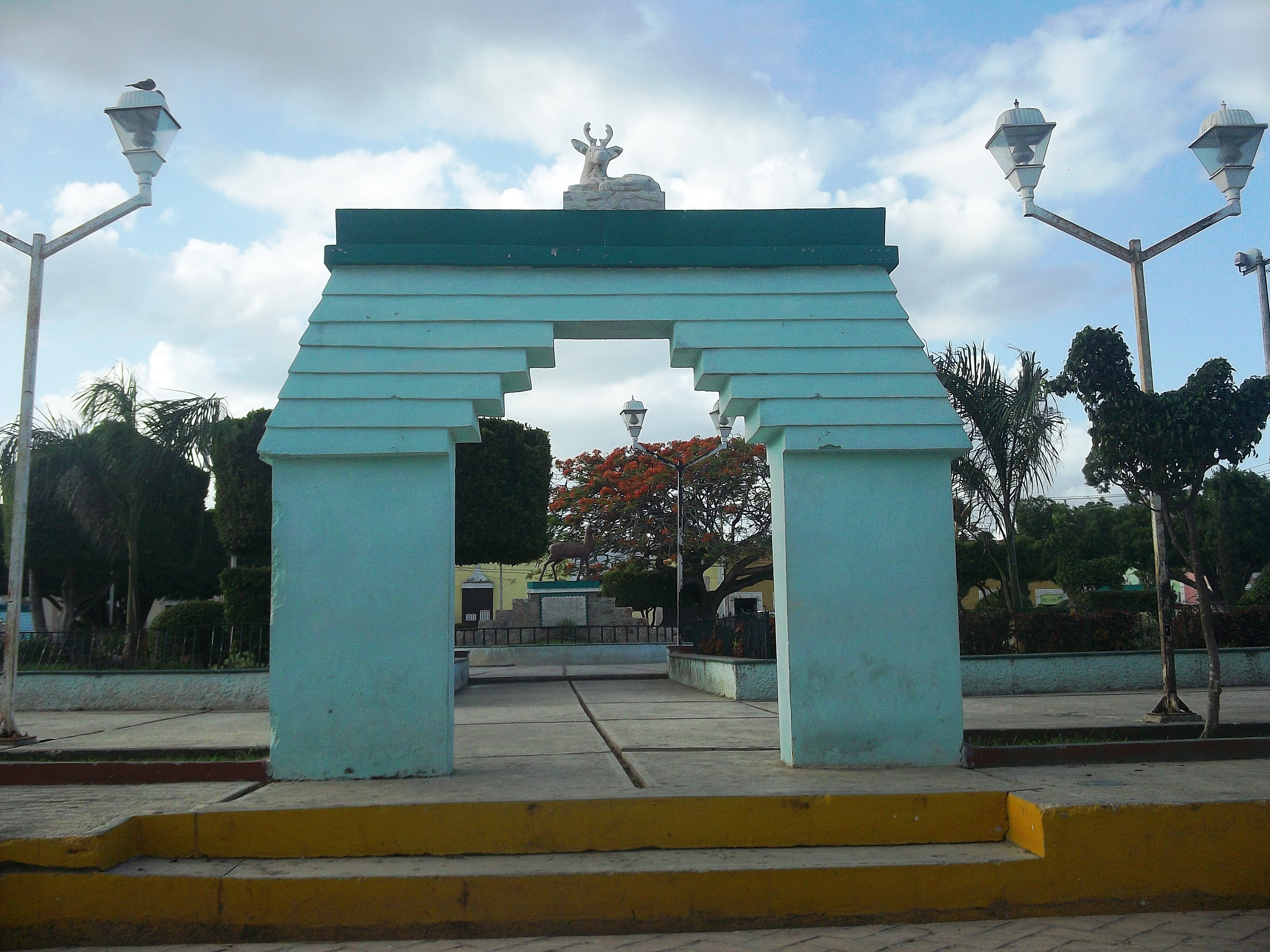
Parque principal de Acanceh.
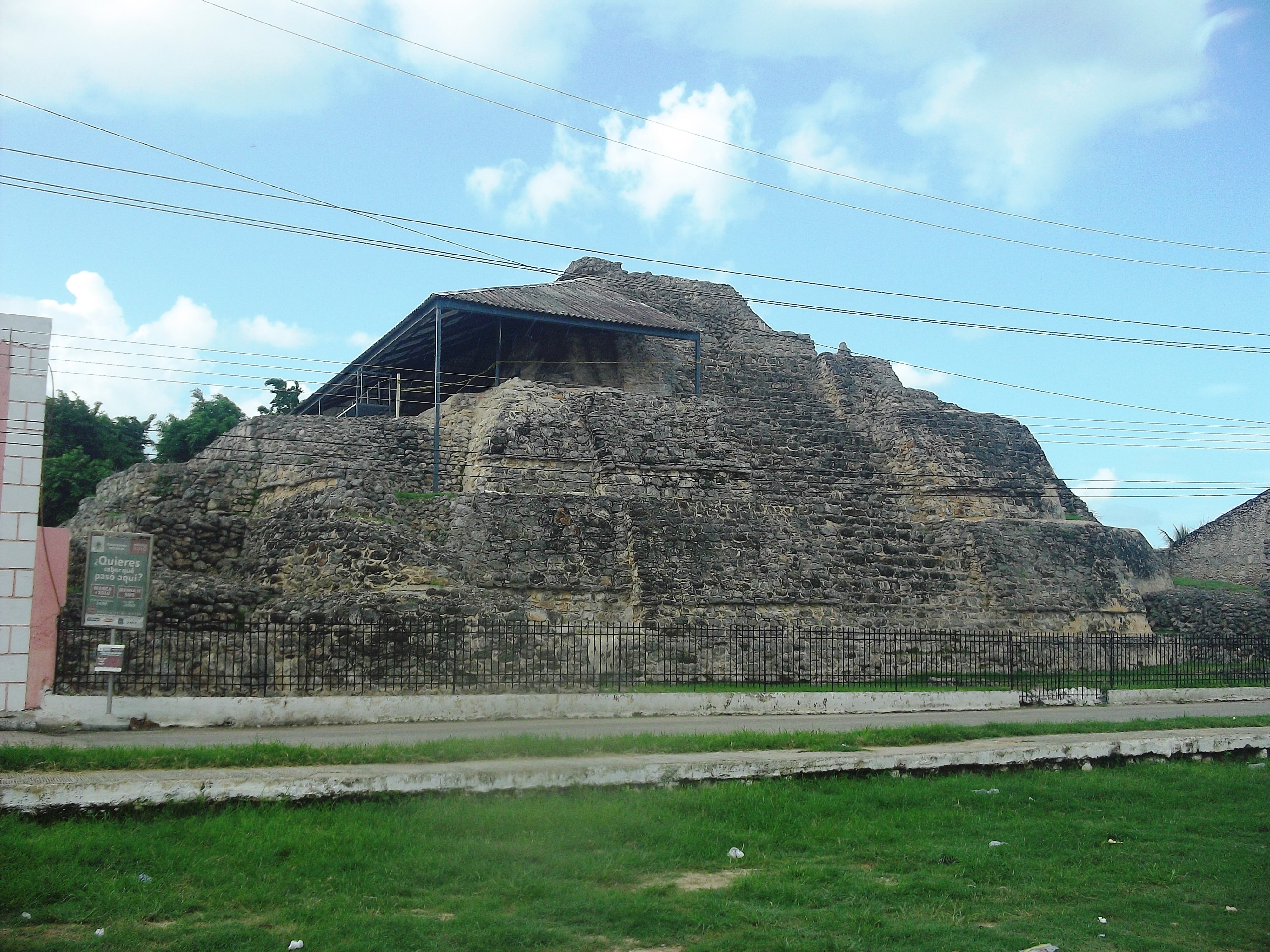
Vestigios arqueológicos de Acanceh.
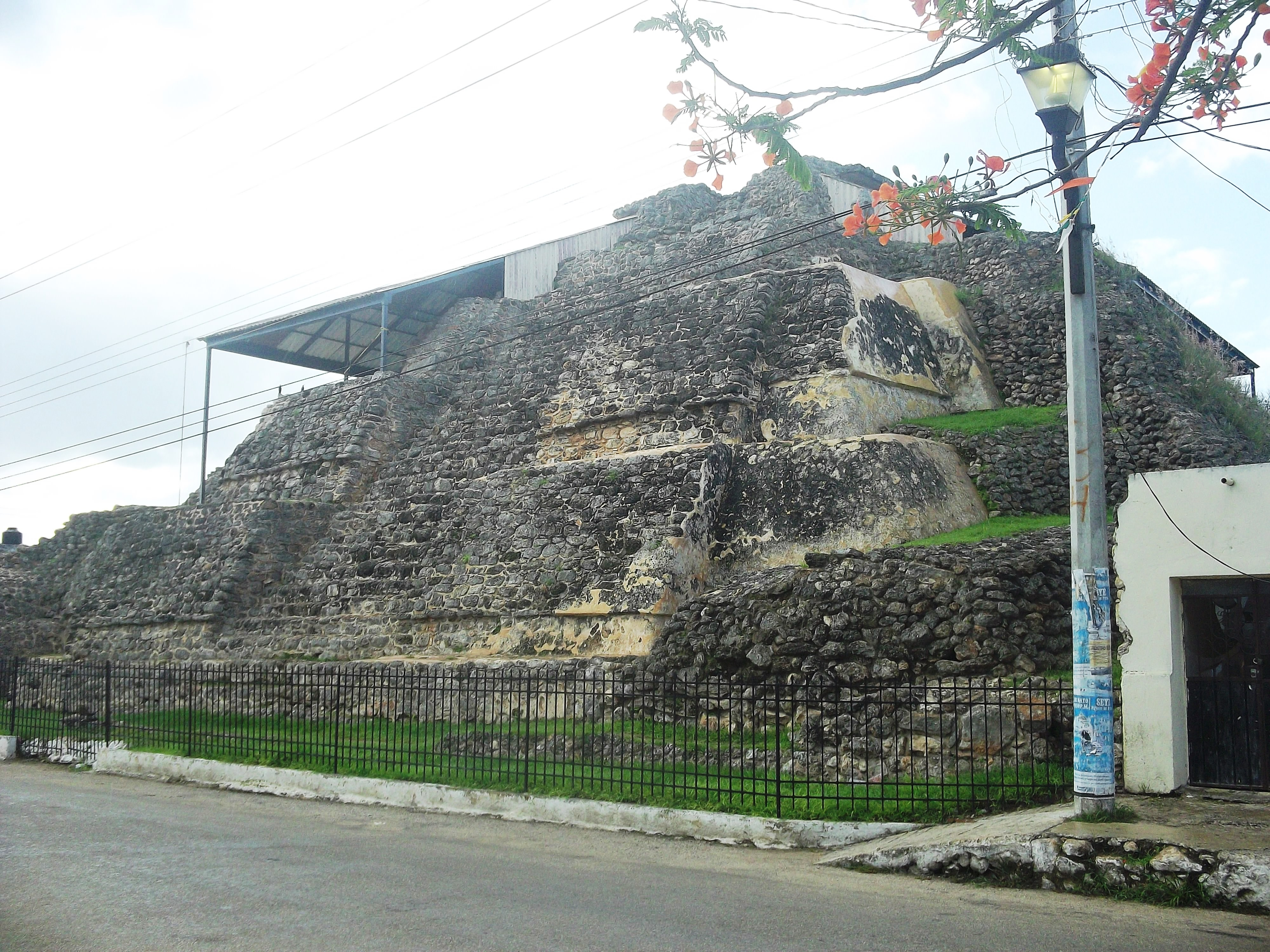
Vestigios arqueológicos de Acanceh.
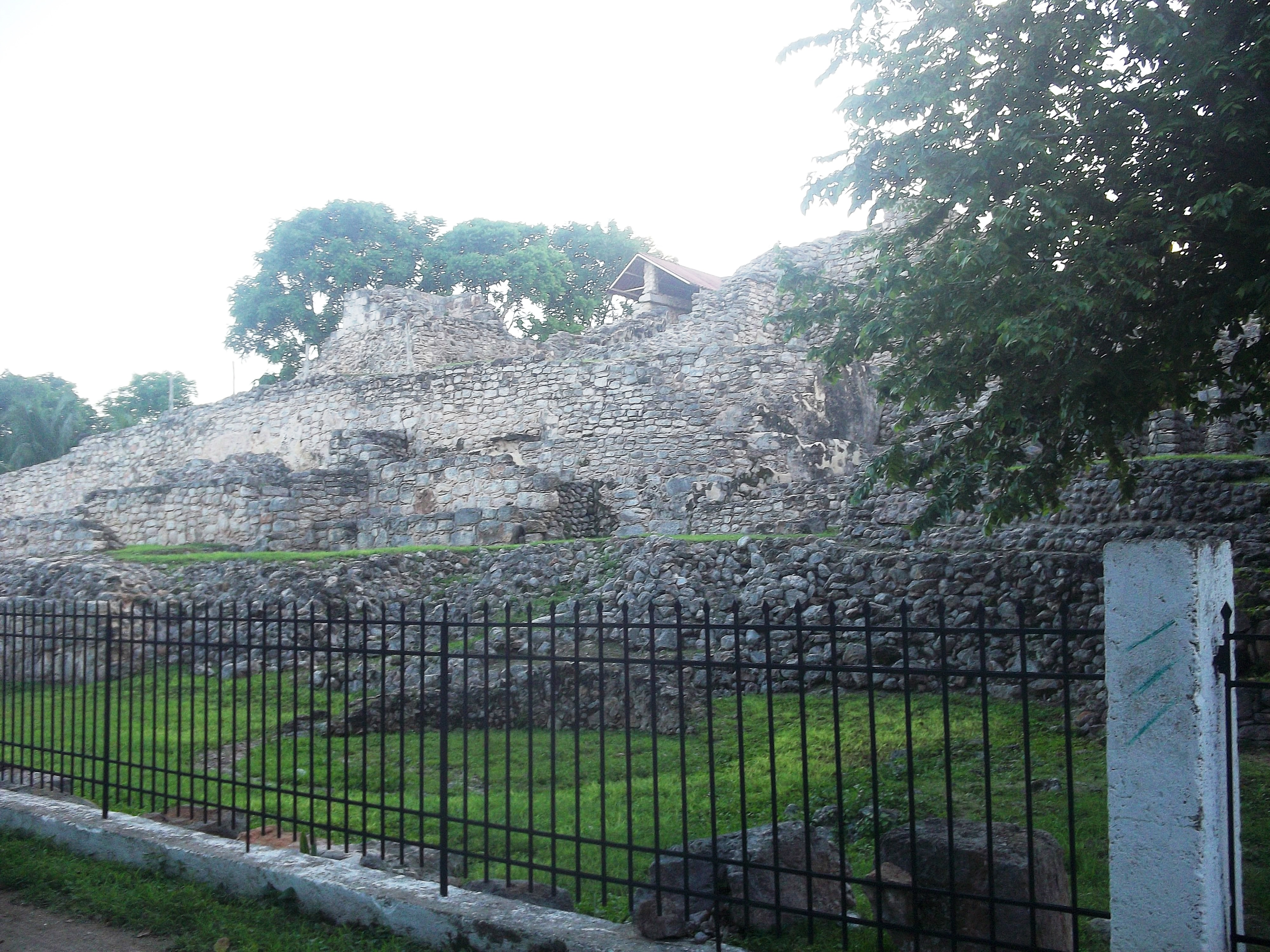
Vestigios arqueológicos de Acanceh.
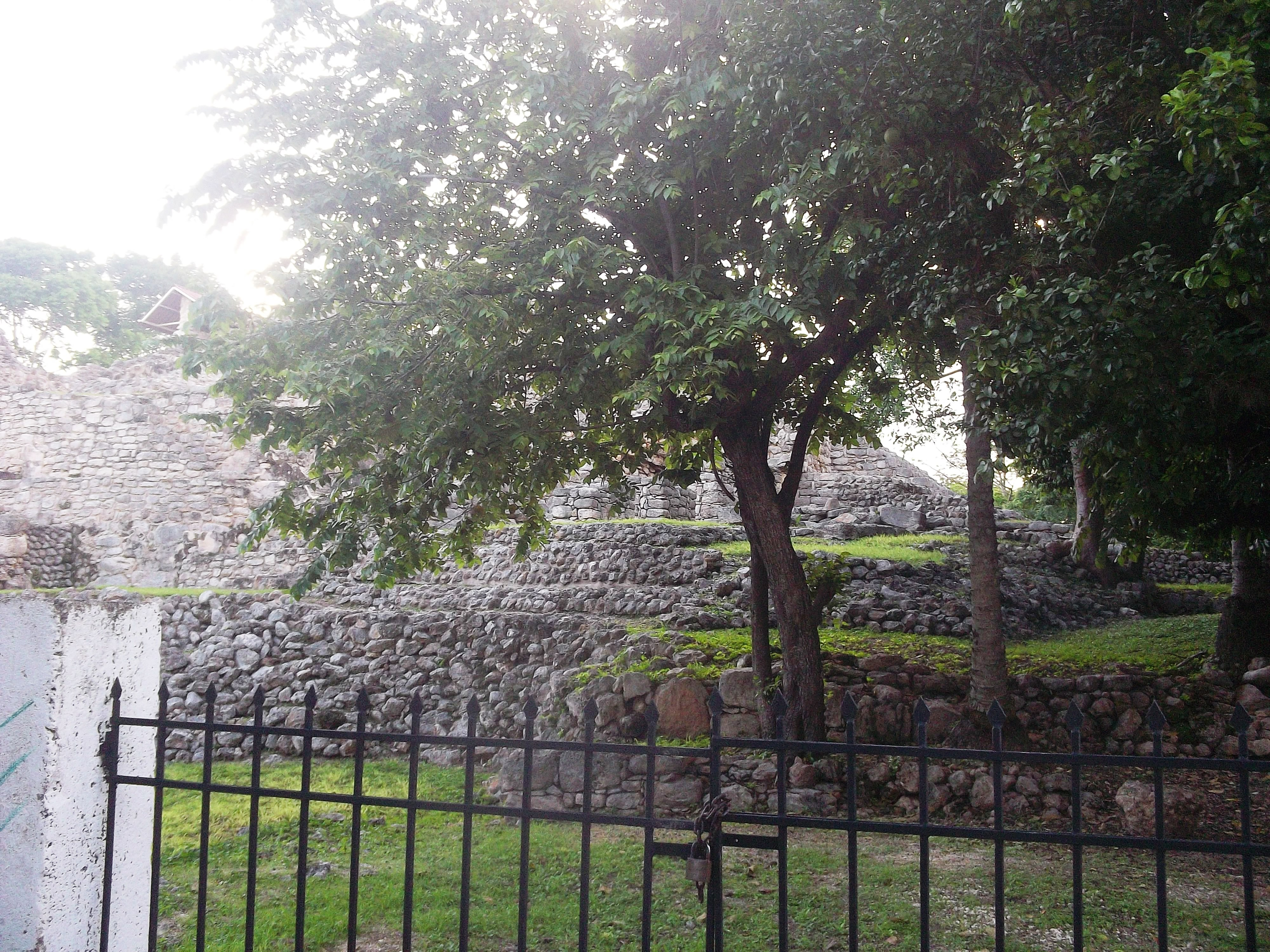
Vestigios arqueológicos de Acanceh.
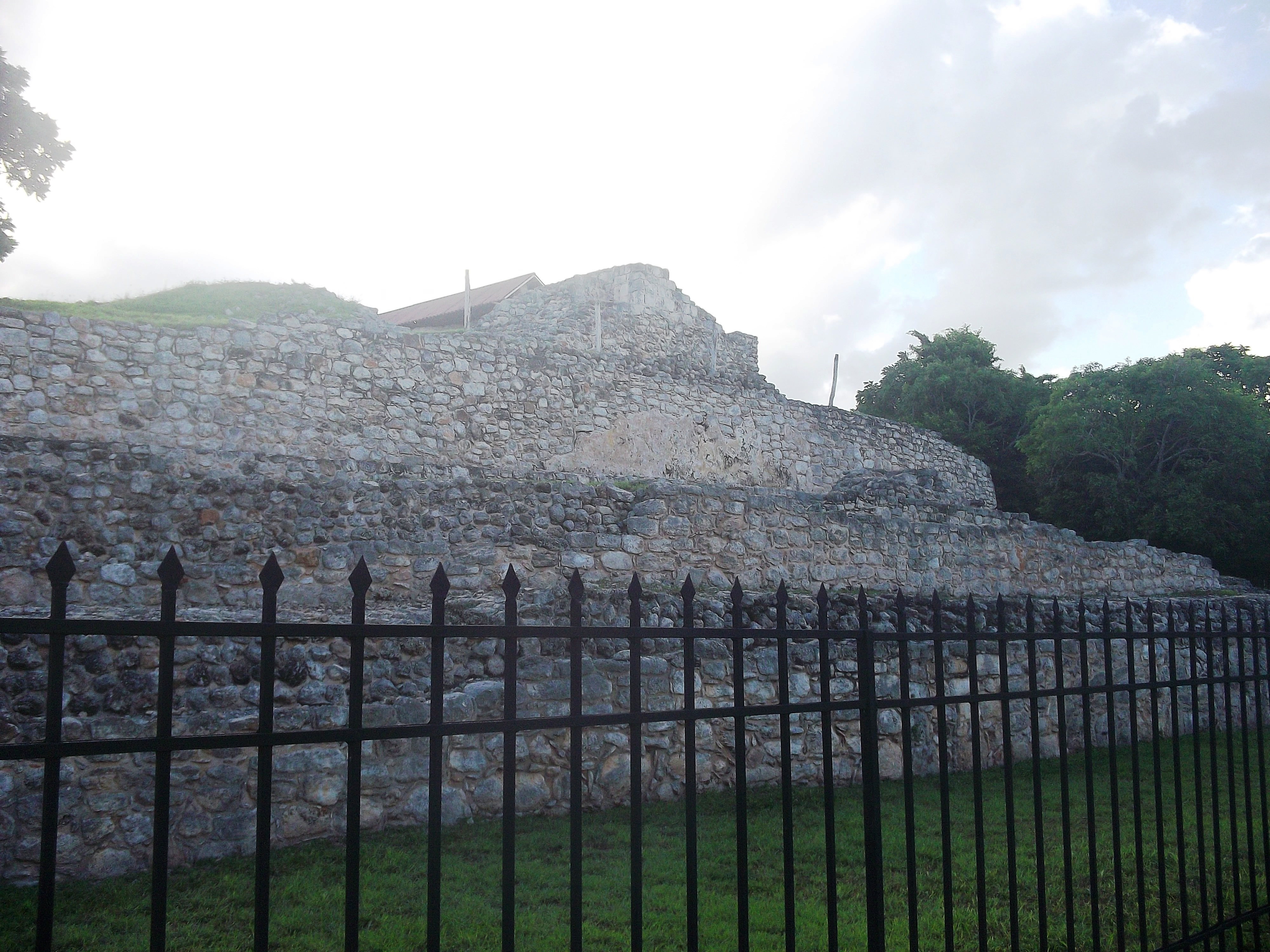
Vestigios arqueológicos de Acanceh.
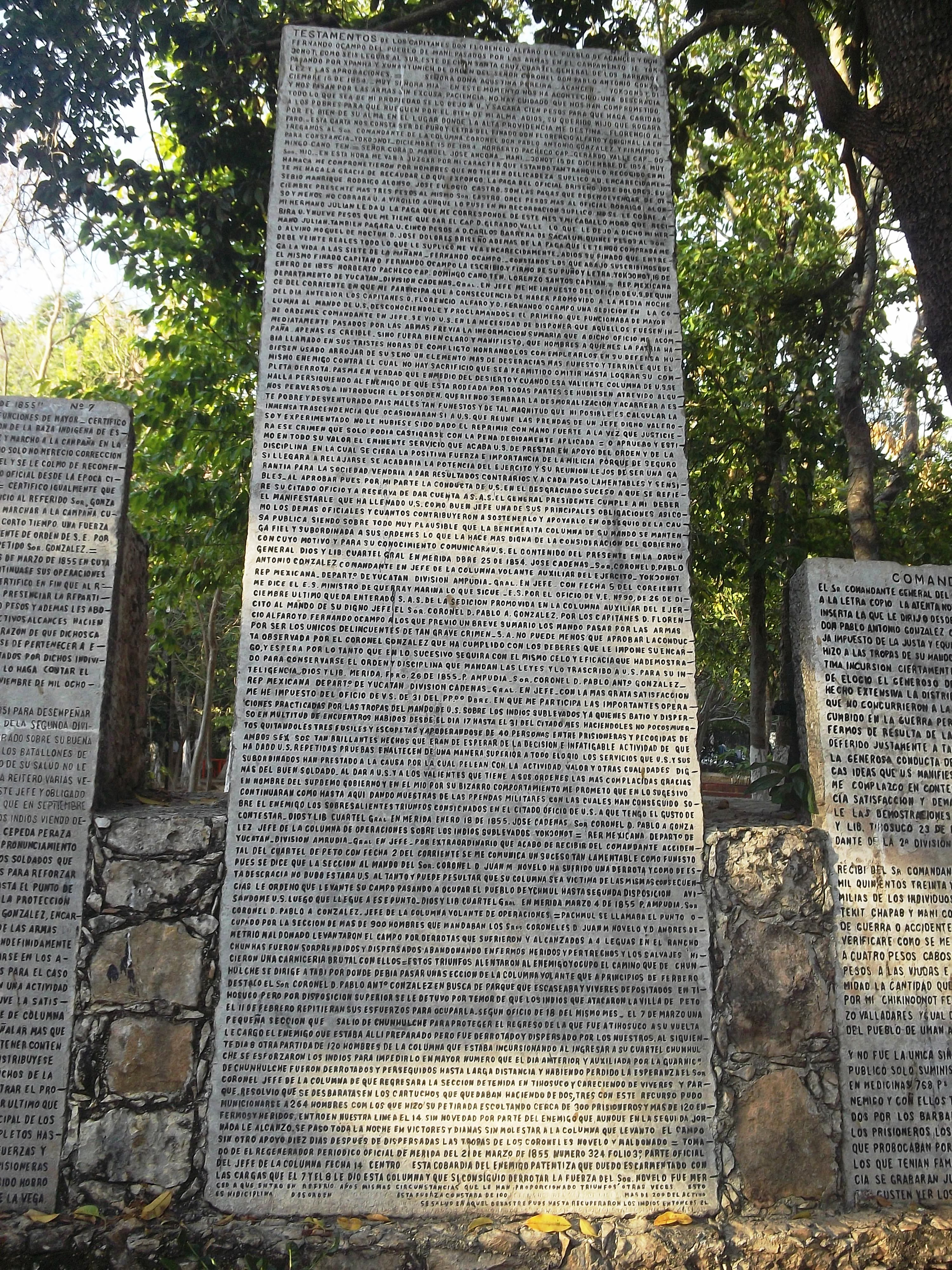
Piedra grabada que narra un episodio de la Guerra de Castas ocurrido en Acanceh.